# Columbus, North Carolina
Columbus är administrativ huvudort i Polk County i North Carolina. Orten har fått sitt namn efter politikern Columbus Mills. Enligt 2010 års folkräkning hade Columbus 999 invånare.